# Raynor Johnson
Raynor Carey Johnson (5 avril 1901 - 16 mai 1987) est un écrivain et physicien britannique.

## Biographie
Raynor Johnson naît à Leeds, en Angleterre. Il obtient une maîtrise à l’université d’Oxford, ainsi qu’un doctorat de physique, à l’université de Londres. Il enseigne la physique à Londres et à Belfast et travaille pendant quelque temps avec Ernest Rutherford, dans le laboratoire Cavendish. Son intérêt pour « l’ésotérisme» le conduit à s’associer avec la Society for Psychical Research de Londres. 
De 1934 à 1964, il est maître de conférences au Queen’s College (en) méthodiste de l’université de Melbourne ; en 1936, cette même université lui octroie le titre de docteur honoris causa.
Au cours des années 1950-1960, Raynor Johnson publie plusieurs livres, tant sur le mysticisme, que sur les recherches menées dans le domaine de la parapsychologie ; son intérêt et ses écrits sur l’ésotérisme finissent par susciter de vives inquiétudes au sein même de l’Église méthodiste. 
En 1964, il démissionne de son poste universitaire.

### Santiniketan Park Association
C’est aux alentours de cette même période que Raynor Johnson fait l’acquisition d’une propriété — qu’il consacre et nomme : Santiniketan, — à Ferny Creek (en), dans la banlieue est de Melbourne, non loin des monts Dandenong.
Au fil du temps, Santiniketan, devient le théâtre de réunions ponctuelles — initiées sous forme de groupes de parole à connotations philosophiques et religieuses — présidées par un professeur de yoga : Anne Hamilton-Byrne,,. 
Le groupuscule ainsi formé aboutit à la création d’une mouvance New Age controversée,, appelée : Santiniketan Park Association – alias La Famille,,.

## Publications
NB : Les titres d’ouvrages figurant ci-dessous, bien que traduits en français, se réfèrent néanmoins — pour la plupart — à des écrits publiés en langue anglaise.
- Spectra. 1928 (Methuen : Londres).
- Spectra atomique. 1946 (Methuen : Londres).
- Introduction au Spectra moléculaire. 1949 (Methuen: Londres).
- La splendeur emprisonnée ; une approche de la réalité, fondée sur la signification des données issues des domaines afférents aux sciences naturelles, à la recherche psychique et à l’expérience mystique. 1953 (Hodder & Stoughton : Londres) ; nouvelle édition 1989 (Pelegrin Trust, en collaboration avec Pilgrim Livres : Tasburgh, Norwich)  (ISBN 0-946259-30-5).
- La recherche psychique. 1955 (Press Universities : Londres).
- Les nourrissons de l’immortalité. 1957 (Hodder & Stoughton : Londres) ; nouvelle édition 1989 (Pelegrin Trust en collaboration avec Pilgrim Books : Tasburgh, Norwich)  (ISBN 0-946259-43-7).
- Visualisation des cimes. 1959 (Hodder & Stoughton: Londres); nouvelle édition 1988 (Pelegrin Trust, en collaboration avec Pilgrim Books : Tasburgh, Norwich) ;  (ISBN 0-946259-28-3).
- Desseins religieux pour l’homme moderne. 1963. (Hodder & Stoughton: Londres) ; nouvelle édition 1988 (Pelegrin Trust, en collaboration avec Pilgrim Books : Tasburgh, Norwich) ;  (ISBN 0-946259-27-5).
- La lumière et le portail. 1964 (Hodder & Stoughton : Londres) ;  (ISBN 0-340-01214-5).
- Le chemin spirituel. 1972 (Hodder & Stoughton : Londres) ;  (ISBN 0-340-15852-2).
- Une ondée de fraîcheur, destinée à alléger le fardeau des pèlerins en quête de sens spirituel. 1975 (Hodder & Stoughton : Londres) ;  (ISBN 0-340-19247-X).
- Une lumière, génératrice de vie : nouvelle approche existentielle, en deçà des horizons philosophiques ou spirituels. 1984 (Livres Pilgrim : Tasburgh, Norwich) ;  (ISBN 0-946259-07-0).